# Australian Masters 1980
Das Australian Masters 1980, auch Winfield Masters 1980, war ein professionelles Snooker-Einladungsturnier im Rahmen der Snooker-Saison 1980/81. Das Turnier wurde vom 18. bis zum 20. Juni 1980 im City Tattersalls Club in Sydney mit acht Teilnehmern ausgetragen. Sieger wurde John Spencer aus England mit einem Finalsieg über den Nordiren Dennis Taylor.

## Turnierverlauf
Die Ergebnisse der einzelnen Spiele sowie auch die meisten Spiele an sich sind unbekannt. Zum Turnier wurden acht Spieler eingeladen, die das Turnier in einer Gruppenphase begannen. Die Gruppenphase wurde in zwei Vierer-Gruppen als einfaches Rundenturnier gespielt, wobei jede Gruppenpartie frei nach dem Pot Black nur einen Frame andauerte. Welcher Spieler in welcher Gruppe spielte, wurde vorm Turnier von Warren Simpson ausgelost, der nur wenige Tage später im Alter von 58 Jahren verstarb. Simpsons Losungen besagten, dass Gruppe A aus Ray Reardon, John Spencer, Titelverteidiger Ian Anderson und Perrie Mans sowie Gruppe B aus Doug Mountjoy, Rex Williams, Eddie Charlton und Dennis Taylor bestehen sollte. Die Gruppenphase wurde am 18. und 19. Juni 1980 gespielt; pro Gruppe zogen zwei Spieler ins Halbfinale ein. Welchen Spielern dies gelang, ist zur Hälfte unbekannt.
Als „Zwischenact“ während der Gruppenphase gab es eine Trickshot-Session mit Eddie Charlton. Daran schlossen sich am 20. Juni 1980 das Halbfinale und das Endspiel an. Das Halbfinale wurde durch die Addition der Ergebnisse zweier Frames entschieden, das Endspiel durch die dreier Frames. Im Finale besiegte schließlich John Spencer den Nordiren Dennis Taylor. Spencer bekam den ersten Preis im Wert von 18.000 AU$, insgesamt wurden 40.000 AU$ ausgeschüttet. Spencer hatte bereits im Voraus angekündigt, dass seine Siegchancen „beängstigend“ seien und er sich bereits jetzt [vor dem Start des Turnieres] bei seinen Konkurrenten für seine Überlegenheit entschuldige. Dem gegenüber hatte der sechsfache Weltmeister Ray Reardon davon gesprochen, dass es angesichts des erstklassigen Teilnehmerfeldes schwer sei, zu gewinnen. John Spencer hatte zudem mit einem 130er-Break das höchste Break des Turnieres gespielt. Zugleich war es das bis dahin höchste Break in einem im australischen TV übertragenen Snookerspiel. Das gesamte Turnier wurde im Auftrag von Channel 2 aufgezeichnet und später im Jahr 1980 im Fernsehen gezeigt. Kommentator der Partien war Ted Lowe. Der Spielort des auch als Winfield Masters bekannten Turnieres war der City Tattersalls Club im Stadtzentrum von Sydney.